# Coelotes vignai
Coelotes vignai är en spindelart som beskrevs av Brignoli 1978. Coelotes vignai ingår i släktet Coelotes och familjen mörkerspindlar.
Artens utbredningsområde är Turkiet. Inga underarter finns listade i Catalogue of Life.